# Алкалоиди деривати ксантина
Алкалоиди деривати ксантина се налазе у напицима за уживање и стимулацију централног нервог система (кафа, чај, какао), чију основу чини скелет пурина (кондензовани пиримидински и имидазолов прстен). Заменом атома водоника у пиримидинском прстену ОН групама добија се ксантин чији су деривати лековите супстанце. Најважнији алкалоиди деривати ксантина су кофеин (1,3,7-триметилксантин), теобромин (3,7-диметилксантин) и теофилин (1,3-диметилксантин).
Пуринови алкалоиди стимулишу централни нервни систем и срце, посебно кофеин. Теофилин и теобромин су диуретици и шире крвне судове.
Кофеин и теобромин се екстрахују из природних извора, а теофилин се претежно добија синтезом.
За добијање кофеина се користе као сировина разне биљке, а најчешће чај (у коме га има до 5.%) и кафа (садржи до 2% кофеина). Чај садржи поред кофеина и теобромина и мало теофилина, као и 30% танина.
Из семена какаоа се после ферментације и пржења добија какаово уље и какао у праху, а из љуске семена се екстрахује теобромин.